# Jacques Cassard

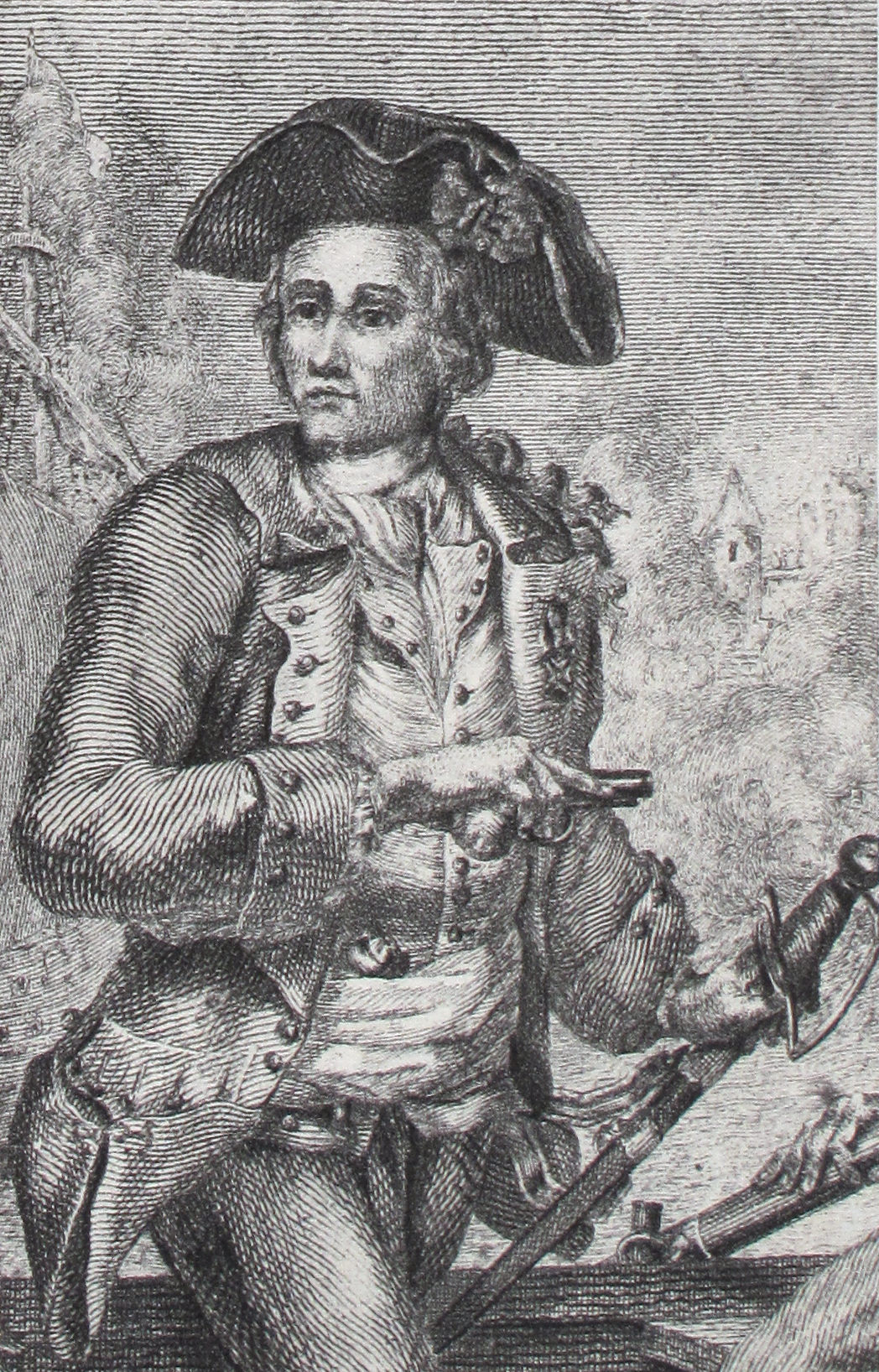
Jacques Cassard

Jacques Cassard (Nantes, 30 september 1679 – Ham, 21 januari 1740) was een Franse scheepskapitein en beroemd kaapvaarder.

## Jonge jaren
Jacques Cassard voer voor het eerst op 7-jarige leeftijd als scheepsjongen op een kaapvaarder uit Saint-Malo. Op 18-jarige leeftijd werd hij benoemd tot luitenant van een fregat, waarvan hij het gezag behield. Als opmerkelijk officier en zeeman met lef raakte hij betrokken in talrijke zeeslagen gedurende de Spaanse Successieoorlog.
In 1709 begeleidde hij met succes een konvooi met graan uit Tunesië naar Marseille. Het graan moest de Provence redden van een dreigende hongersnood. Tijdens de reis sloeg hij aanvallen af van meerdere Engelse schepen en hij bracht het konvooi van 25 schepen met lading veilig in de haven van Marseille.

## Kaapvaart
Van 1712 tot 1714 ging hij in opdracht van Lodewijk XIV op kaapvaart in het Caraïbisch gebied en richtte in de Portugese (Kaapverdische), Engelse (Montserrat en Antigua) en Nederlandse koloniën (Sint Eustatius, Curaçao en Suriname) door brandschatting zware schade aan. Dit was de succesvolste kaapvaart die tot dan toe onder Franse vlag ondernomen werd.
In november 1712 werden Suriname en Berbice aangevallen. Baron de Mouans leidde de aanval op Berbice. De Franse kapers brachten er aanzienlijke schade toe aan plantages en de Nederlandse Commandant De Waterman zag zich gedwongen om de kolonie over te geven. De Fransen eisten een grote som geld. Aanvankelijk vroegen zij 300.000 gulden van de familie Van Pere, de eigenaars van Berbice, maar omdat slechts 118.024 gulden kon worden opgebracht ging De Mouans ermee akkoord om een cheque te accepteren van Van Peres rekening in Amsterdam.
In Suriname zagen 'zoutwaternegers' (uit Afrika aangekomen slaven) kans om tijdens de verwarring van de plantages te ontsnappen, het oerwoud in. Asikan Sylvester was een van hen. Hij stichtte een Marron-gemeenschap en werd later opgevolgd door Boni. De aanval van Cassard was voor de regering in Suriname aanleiding voor de bouw van het Fort Nieuw-Amsterdam.
Curaçao werd van 18 februari tot 27 februari 1713 bezet door Cassard. Ten slotte liet hij zich daar afkopen na veel schade aan de bewoners van het eiland toegebracht te hebben.

## Gevangenschap
De Vrede van Utrecht in 1715 heeft het einde betekend voor Cassards zeemansleven. Nadat de Franse regering en Kardinaal Fleury van hem schadevergoeding hadden opgeëist, werd hij in 1726, op 47-jarige leeftijd, opgesloten in het kasteel van Ham in Picardië. Hier stierf hij in januari 1740 op zestigjarige leeftijd, na 14 jaar gevangenschap.

## Eerbetoon
Frankrijk heeft later eer betuigd aan Jaques Cassard door negen gebouwen van de Franse marine naar hem te vernoemen. Ook draagt een modern Frans marineschip zijn naam, en in zijn geboortestad Nantes werd een straat naar hem genoemd, de Allée Cassard.

## Bron
- Hrodej, Philippe 2002, JACQUES CASSARD - Armateur et corsaire du Roi-Soleil, Rennes: Presses universitaires de Rennes, coll. Histoire, ISBN 2868476570